# Owen Chamberlain
Owen Chamberlain (født 10. juli 1920 i San Francisco, Californien, død 28. februar 2006 i Berkeley, Californien) var en amerikansk fysiker og nobelprisvinder. Han modtog Nobelprisen i fysik i 1959 sammen med italieneren Emilio Segrè for deres opdagelse af antiproton.
Han studerede fysik ved Dartmouth College hvor han var medlem af Theta Chi Fraternity og ved University of California, Berkeley. Han forblev på skolen frem til starten af 2. verdenskrig og blev en del af Manhattanprojektet i 1942, hvor han arbejdede sammen med Segrè, både ved Berkeley og ved Los Alamos i New Mexico. Han giftede sig med Beatrice Babette Copper (d. 1988) i 1943 og parret fik fire børn.